# Porte aperte (film)
Porte aperte è un film del 1990 diretto da Gianni Amelio.
Il soggetto è ispirato all'omonimo romanzo di Leonardo Sciascia pubblicato nel 1987 e a sua volta ispirato ad un fatto realmente accaduto.
Il film è stato presentato nella Quinzaine des Réalisateurs al 43º Festival di Cannes.

## Trama
Nella Palermo degli anni trenta un giudice, Vito Di Francesco, tenta a suo modo di opporsi, a termini di legge, alla condanna a morte di Tommaso Scalìa, ormai destinato alla pena capitale per aver ucciso, nello stesso giorno, con una baionetta il suo ex datore di lavoro, avvocato Spatafora ed un ex collega, nonché la moglie, con una pistola. Il giudice si scontra con i poteri del Regime fascista intenzionati a fare del processo un caso esemplare e applicare la pena di morte da poco reintrodotta nell'ordinamento penale italiano con le Leggi fascistissime e con lo stesso imputato il quale, invece, chiede di essere fucilato. Nonostante tutto, Di Francesco riesce ad ottenerne l'ergastolo, poiché non crede nell'efficacia della pena di morte e giudica tale pena più crudele degli stessi omicidi commessi dall'accusato. Per il suo gesto, non gradito alle gerarchie, Di Francesco verrà trasferito per punizione in una pretura di scarso rilievo e la sua carriera sarà rovinata. Il film si conclude con la scritta in cui si riferisce che Scalìa verrà condannato a morte in appello e fucilato.

## Distribuzione

### Titolo
Il titolo del film riprende quello del libro, e in una scena del film si comprende chiaramente il significato dell'espressione, quando si fa riferimento alla propaganda fascista. Secondo quest'ultima, la pena di morte sarebbe stata un deterrente sufficiente a garantire agli italiani di poter vivere con le "porte aperte" anche di notte. Una tesi che viene messa in dubbio dal protagonista del film in una discussione con un collega.

## Riconoscimenti
- 1991 - Premio Oscar
  - Candidatura Miglior film straniero (Italia)
- 1990 - European Film Awards
  - Miglior film (Italia)
  - Premio speciale della giuria a Gian Maria Volonté
  - Prix Fassbinder  a Ennio Fantastichini
  - Miglior fotografia a Tonino Nardi
- 1990 - David di Donatello
  - Miglior film
  - Miglior attore protagonista a Gian Maria Volonté
  - Migliori costumi a Gianna Gissi
  - Miglior sonoro a Remo Ugolinelli
  - Candidatura Miglior regista a Gianni Amelio
  - Candidatura Miglior produttore a Angelo Rizzoli
  - Candidatura Migliore sceneggiatura a Gianni Amelio, Vincenzo Cerami e Alessandro Sermoneta
  - Candidatura Miglior attore non protagonista a Ennio Fantastichini
  - Candidatura Miglior fotografia a Tonino Nardi
  - Candidatura Migliori scenografie a Amedeo Fago e Franco Velchi
  - Candidatura Miglior montaggio a Simona Paggi
- 1991 - Nastro d'argento
  - Regista del miglior film a Gianni Amelio
  - Migliore attore non protagonista a Ennio Fantastichini
  - Candidatura Migliore attore protagonista a Gian Maria Volonté
  - Candidatura Migliore sceneggiatura a Gianni Amelio, Vincenzo Cerami e Alessandro Sermoneta
- 1990 - Globo d'oro
  - Miglior film
  - Miglior attore a Gian Maria Volonté
  - Miglior sceneggiatura a Gianni Amelio, Vincenzo Cerami e Alessandro Sermoneta
- 1991 - Ciak d'oro
  - Miglior attore non protagonista a Ennio Fantastichini[2]
  - Migliore sceneggiatura a Gianni Amelio, Vincenzo Cerami, Alessandro Sermoneta[2]